# Ауэзово
Ауэзово (каз. Әуезов) — село в Жетысайском районе Туркестанской области Казахстана. Входит в состав аульного округа Жолдасбая Ералиева. Код КАТО — 514439300.

## Население
В 1999 году население села составляло 188 человек (93 мужчины и 95 женщин). По данным переписи 2009 года, в селе проживал 271 человек (129 мужчин и 142 женщины).